# Чирково (Тутаевский район)
Чирково — деревня в Тутаевском районе Ярославской области России. В рамках организации местного самоуправления входит в Левобережное сельское поселение, в рамках административно-территориального устройства — относится к Помогаловскому сельскому округу.

## География
Расположена на берегу реки Колокша в 28 километрах к северо-западу от райцентра города Тутаева.

## История
Каменный храм с ярусной колокольней в селе был построен в 1784 году на средства прихожан на месте утраченной деревянной церкви XVII века. Престолов было два: во имя Богородской иконы Божией Матери; во имя святителя Николая, архиепископа Мир Ликийских, чудотворца. 
В конце XIX — начале XX века село входило в состав Курякинской волости Романово-Борисоглебского уезда Ярославской губернии.
С 1929 года село входило в состав Кациблевского сельсовета Тутаевского района, с 1954 года — в составе Помогаловского сельсовета, с 2005 года — в составе Левобережного сельского поселения.

## Население
| 1859 | 1914 | 2002 | 2007 | 2010 |
| ---- | ---- | ---- | ---- | ---- |
| 38   | ↗50  | ↘3   | ↘0   | ↗3   |

## Достопримечательности
В деревне расположена недействующая Церковь Введения во храм Пресвятой Богородицы (1784).